# جوانما (لاعب كرة قدم مواليد 1972)
جوانما (بالإسبانية: Juan Manuel Rodríguez Domínguez)‏ هو لاعب كرة قدم ومدرب كرة قدم إسباني في مركز الدفاع، ولد في 28 فبراير 1972 في ولبة في إسبانيا. لعب مع إشتوريل برايا وريكرياتيفو ونادي سبتة.

## وصلات خارجية
- جوانما (لاعب كرة قدم مواليد 1972) على موقع قاعدة بيانات كرة القدم.إي يو (الإنجليزية)